# Szymon Trochanowski
Szymon Trochanowski – poseł do Sejmu Krajowego Galicji I kadencji (1861–1867), włościanin z Binczarowej, nauczyciel szkół wiejskich.
Wybrany w IV kurii obwodu Sącz, z okręgu wyborczego nr 62 Nowy Sącz-Grybów-Ciężkowice. Jego wybór został zakwestionowany, ale na sesji w 1863 uznano go za ważny.